# 날붙이

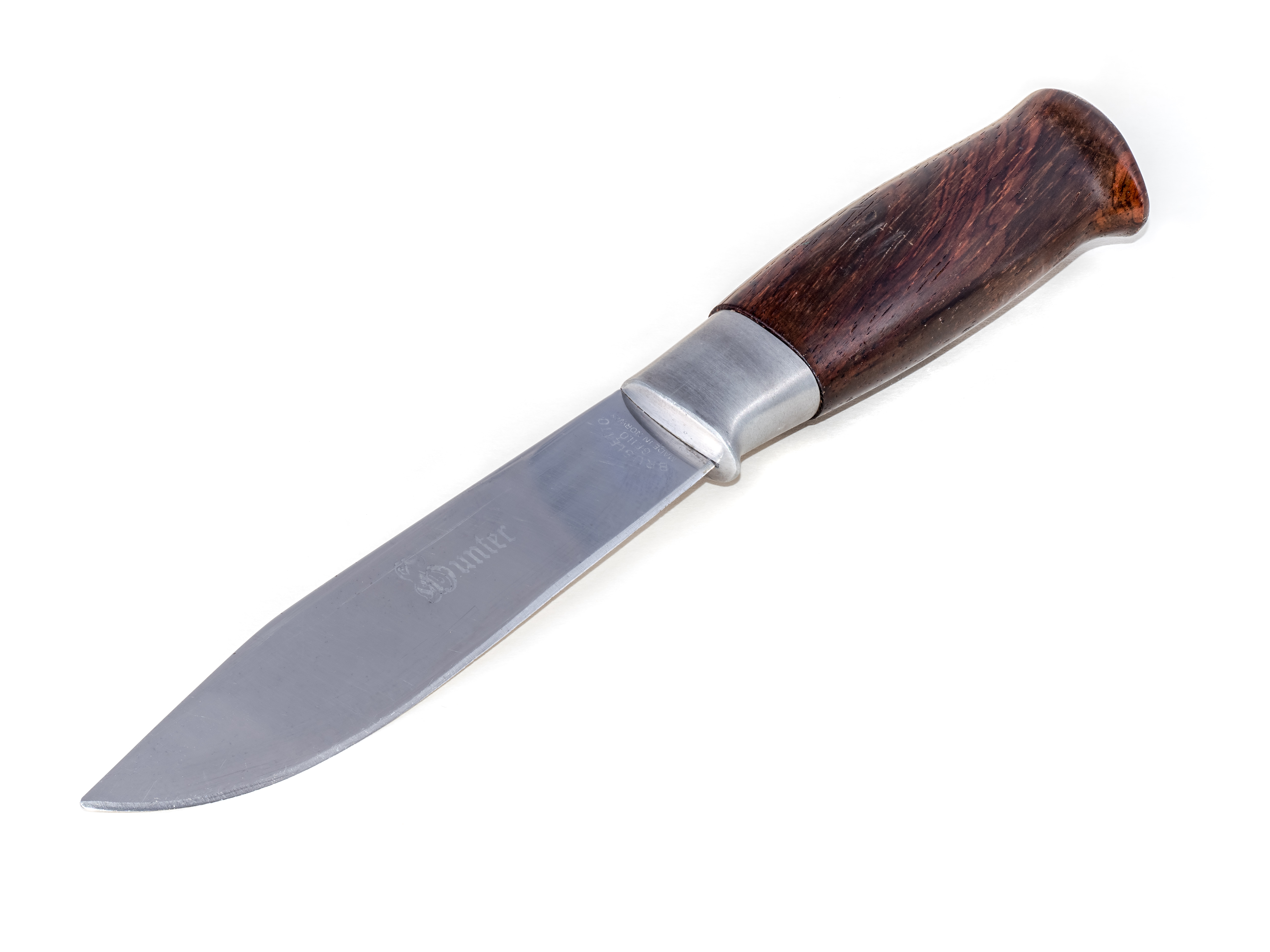
전형적인 날붙이의 일종인 칼

날붙이는 날이 있어 대상을 자르는 도구의 총칭이다. 주로 날붙이는 뾰쪽하고 날카로운 칼, 포크 등을 말한다. 살인 도구로도 쓰이며 매우 날카로워 손가락에 큰 부상을 입힐 수 있는 물건이다. 농사를 하거나, 요리를 할 때 쓰이며, 음식을 먹을 때도 쓰인다. 날이 서있는 영장이다. 이 물건들을 다룰 때는 항상 조심해야 한다. 주로 날붙이는 손잡이가 있다. 날붙이는 유용하지만, 위험한 경우가 많다.

## 재질
보통 날붙이의 재질은 금속이다. 돌로 만들 수도 있다. 보통 열에 강한 스테인리스를 쓴다.

## 같이 보기
- 날 (도구)
- 도검